# François Camel
Pour les articles homonymes, voir Camel.
François Camel, né le 3 mai 1893 à Esplas-de-Sérou (Ariège) et mort le 1er mai 1941 à Lasserre (Ariège), est un instituteur, syndicaliste, résistant et homme politique socialiste français.

## Biographie
Fils de petits exploitants agricoles, cadet d'une fratrie de six enfants, il choisit de devenir instituteur, ne pouvant reprendre la modeste exploitation familiale. Mobilisé en 1913, il participe à la Première Guerre mondiale, jusqu'en 1918. Entré comme simple soldat, il devient progressivement lieutenant, et reçoit la Légion d'honneur pour son courage au combat. Après l'armistice, ses supérieurs lui proposent de faire carrière dans l'armée, mais François Camel préfère retourner à son poste d'instituteur. En 1923, il devient directeur d'école, poste qu'il occupe jusqu'en 1936. Il milite au sein d'une association d'anciens combattants et au Syndicat national des instituteurs (SNI, membre de la CGT).
En 1925, il adhère à la SFIO, fonde la section rurale de Sainte-Croix Volvestre, et en devient le secrétaire. En 1936, il est élu député socialiste de l'Ariège. Il devient membre de la commission des Pensions civiles et militaires et de la commission de Législation civile et criminelle. Il rédige de nombreux rapports sur les anciens combattants, ainsi que sur la protection sociale des vieillards et des infirmes. Il est rédacteur au journal La Montagne, organe de la fédération SFIO de l'Ariège, et collabore au Midi socialiste. Ses articles sont souvent reproduits par La Bourgogne républicaine, journal fondé par le député socialiste Jean Bouhey en janvier 1937.
En 1938, il publie dans Le Populaire une tribune hostile aux accords de Munich, puis participe au groupe Agir, dirigé par Georges Monnet, et où se trouvent, notamment, les futurs résistants Pierre Brossolette, Daniel Mayer, Jean Pierre-Bloch, Tanguy Prigent et Pierre Viénot. Ce groupe prône la fermeté face au fascisme et au nazisme. François Camel montre la même intransigeance en matière de laïcité. Il obtient, en décembre 1938, que soit créée une Commission de défense laïque au sein de la SFIO. Il la préside.
Le 10 juillet 1940, il est l'un des quatre-vingts parlementaires à voter contre les pleins pouvoirs au maréchal Pétain. Sitôt rentré en Ariège, il réunit sa section socialiste, et demande à ses camarades « de ne pas désespérer, de ne pas abandonner toute idée de combat pour la résurrection d'un régime de liberté », et précise que « pour cette action, vous me trouverez toujours à votre tête — si, du moins, on me laisse la possibilité d'y être [...]. »
Il part à la rencontre des Ariégeois, notamment lors des foires, et les exhorte à ne pas faire confiance au régime de Vichy. Il dissuade de nombreux jeunes gens de s'engager dans la Légion française des combattants. En 1941, il adhère au Comité d'action socialiste fondé par Daniel Mayer.

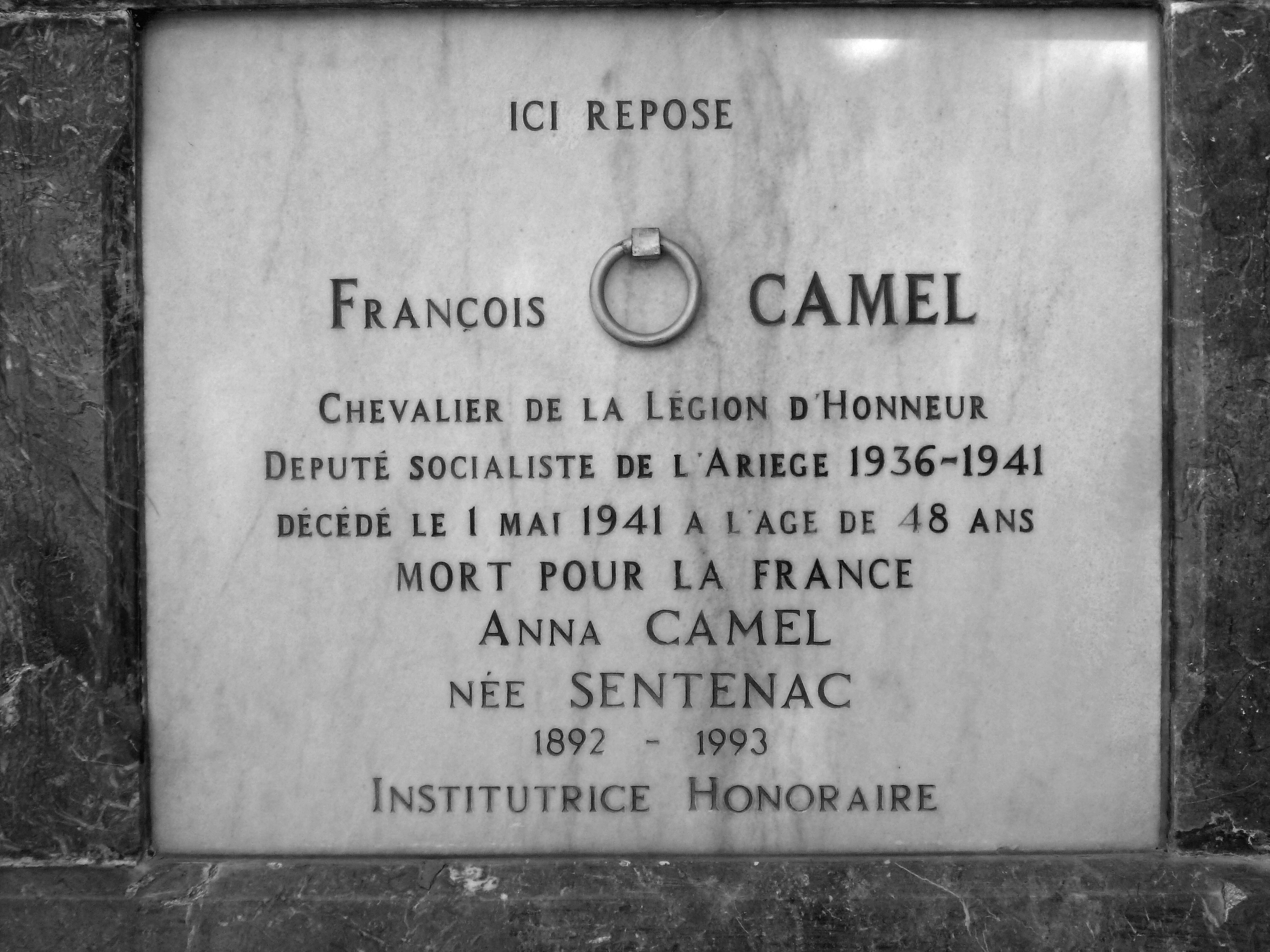
Tombe de François et Anna Camel à Saint-Lizier.

Il trouve la mort en mai 1941 dans un « accident » fort étrange, qui fait conclure généralement à un assassinat par des « hitlériens de France ». Il est enterré à Saint-Lizier (Ariège).

### Hommages
Le secrétaire d'Etat aux Anciens combattants, André Méric, lui attribue la mention « mort pour la France » dans la décision du 10 avril 1990, qui déclare :  « considérant qu'il est établi que François Camel a été assassiné le 1er mai 1941 à Lasserre alors qu'il effectuait une mission dans le cadre d'activités liées à la création d'un mouvement de Résistance ». ».